# Johann Staudinger
Johann Staudinger (* 20. Dezember 1889 in Schlatt; † 21. August 1963 in Wels) war ein oberösterreichischer Politiker (ÖVP) und Landwirt. Er war Bürgermeister der Gemeinde Schlatt und von 1945 bis 1955 Abgeordneter zum Oberösterreichischen Landtag.

## Leben und Wirken
Staudinger war beruflich als Landwirt in seiner Heimatgemeinde Schlatt tätig. Er engagierte sich in der Zwischenkriegszeit insbesondere in der Lokalpolitik, der Vertretung der Berufsgruppe der Landwirte sowie im Bankwesen. Bereits 1919 war er Mitbegründer des Oberösterreichischen Bauernbundes, wobei er von 1936 bis 1938 dessen Bezirksobmann war. Auch nach dem Zweiten Weltkrieg hatte er diese Funktion zwischen 1945 und 1960 inne. In der Raiffeisenkassa war Staudinger sehr aktiv. Er wirkte von 1920 bis 1934 als Vorstandsmitglied der Raiffeisenkasse Schwanenstadt und war von 1934 bis 1938 dessen Obmann. Ab 1945 übernahm er erneut bis zu seinem Tod die Funktion des Obmann-Stellvertreters bzw. Obmanns der Raiffeisenkasse Schwanenstadt.
Lokalpolitisch wirkte Staudinger ab 1920 als Mitglied des Gemeindeausschusses von Schlatt, ab 1927 hatte er das Amt des Vizebürgermeisters inne. 1945 übernahm er das Amt des Bürgermeisters der Gemeinde, das er in der Folge bis zum 22. Oktober 1961 führen sollte. Zudem vertrat er die Österreichische Volkspartei vom   13. Dezember 1945 bis zum 4. November 1949 im Oberösterreichischen Landtag.
Neben seinen politischen Funktionen und seinem Engagement in der Raiffeisenbank wirkte Staudinger nach dem Zweiten Weltkrieg vor allem im Rinderzuchtverband und in landwirtschaftlichen Genossenschaften. So hatte er von 1945 bis 1952 die Funktion des Obmann-Stellvertreters des Pinzgauer Rinderzuchtverbandes inne und war danach von 1952 bis 1962 dessen Obmann. Des Weiteren engagierte er sich zwischen 1947 und 1962 als Aufsichtsratsvorsitzender der Viehverwertungsgenossenschaft Oberösterreich, war von 1951 bis 1956 Vorstandsmitglied der Anwaltschaft der Land- und forstwirtschaftliche Genossenschaften Oberösterreichs sowie von 1956 bis 1961 Aufsichtsratsmitglied dieses Verbandes. Des Weiteren war er Obmann des Landesverbandes für Milchleistungsprüfung Oberösterreich und von 1955 bis 1961 Kammerrat der Landwirtschaftskammer.

## Auszeichnungen
- Silberne Raiffeisenplakette (1949)
- Berufstitel „Ökonomierat“ (1952)
- Goldenes Bauernbundabzeichen (1959)
- Ehrenobmann des Rinderzuchtverbandes
- Ehrenobmann der Anwaltschaft der Land- und forstwirtschaftliche Genossenschaften Oberösterreichs